# 0781
0781 è il prefisso telefonico del distretto di Iglesias, appartenente al compartimento di Cagliari.
Il distretto comprende la provincia del Sulcis Iglesiente e due comuni della città metropolitana di Cagliari. Confina con il distretto di Cagliari (070) a nord e a est.

## Aree locali e comuni
Il distretto di Iglesias comprende 25 comuni inclusi nelle 3 aree locali di Carbonia (ex settori di Carbonia e Sant'Antioco), Iglesias e Narcao (ex settori di Domusnovas e Narcao).
- Provincia del Sulcis Iglesiente:

Buggerru, Calasetta, Carbonia, Carloforte, Domusnovas, Fluminimaggiore, Giba, Gonnesa, Iglesias, Masainas, Musei, Narcao, Nuxis, Perdaxius, Piscinas, Portoscuso, San Giovanni Suergiu, Santadi, Sant'Anna Arresi, Sant'Antioco, Tratalias, Villamassargia e Villaperuccio.
- Città metropolitana di Cagliari, 2 comuni su 72:

Siliqua, Vallermosa.